# Farlige forbindelser (film)
Farlige forbindelser (originaltitel: Dangerous Liaisons) er en film fra 1988, instrueret af Stephen Frears. Den er baseret på et skuespil af Christopher Hampton som igen er baseret på en klassisk roman fra 1800-tallet Les Liaisons dangereuses, af Pierre Choderlos de Laclos. 
Hovedrolleindehavere inkluderer Glenn Close, John Malkovich og Michelle Pfeiffer. I biroller ses bl.a. Keanu Reeves, Uma Thurman og Swoosie Kurtz.

## Andre filmversioner
- Valmont (af Miloš Forman)
- Farlige forbindelser (1959) (af Roger Vadim – overført til Frankrig i 1950erne)
- Sex Games (overført til New York i 1990erne)
- Der er også en koreansk version der finder sted i Korea i det 18. århundrede.